# Capurodendron suarezense
Capurodendron suarezense är en tvåhjärtbladig växtart som beskrevs av Aubrev. Capurodendron suarezense ingår i släktet Capurodendron och familjen Sapotaceae. Inga underarter finns listade i Catalogue of Life.